# Megaloprepus caerulatus
Megaloprepus caerulatus là một loài chuồn chuồn kim trong họ Pseudostigmatidae. M. caerulatus là loài duy nhất trong chi Megaloprepus. Loài này sinh sống ở rừng ẩm ướt ở Trung Mỹ và Nam Mỹ. Nó có sải cánh lớn nhất trong nhóm odonata, dài đến 19 cm ở con đực lớn nhất. Con trưởng thành ăn loài nhện dệt lưới hình cầu trong nhện ở tầng dưới của rừng, nó lôi con nhện ra khỏi tổ lưới. Nó đẻ trứng trong lỗ cây có đầy nước, con đực bảo vệ các lỗ lớn hơn như lãnh địa sinh sản. con nhộng là một động vật ăn thịt hàng đầu trong môi trường sống cây lỗ của nó, ăn nòng nọc và côn trùng thủy sinh, bao gồm cả các ấu trùng muỗi là các loài vector của bệnh trên người.